# Kitwinshilk
Kitwinshilk (=people of the place of lizards), jedna od četiri skupine ili plemena Niska Indijanaca (Swanton), porodica chimmesyan, po Hodgeu grad, na srednjem toku rijeke Nass, na sjeverozapaddu Britanske Kolumbije. Prema Bosasu grad se dijeli na četiri dijela (divisions), to su Laktiaktl, u kojem žive pripadnici klana Wolf, drugi je Lakloukst koji pripada klanu Eagle, treći Gyitsaek (Gyits’ä′eK), također klan Eagle, i četvrti Gyisgahast (Gyîsg·’ahst, 'grass people'), klan Bear.
Swanton za selo kitwinshilka navodi Lahulyans. Populacija: 77 (1898); 62 (1904)